# Ла Бока
Ла Бо́ка (ісп. La Boca — гирло) — район міста Буенос-Айрес, столиці Аргентини. Розташований на південно-східній околиці міста. Своєю назвою завдячує гирлу річки Матанса-Ріачуело, яка впадає тут у Ла-Плату. Квартал відомий своїми різнокольоровими будинками, фасади яких — червоних, жовтих, зелених і блакитних відтінків — створюють дивовижні поєднання геометричних форм.
Ла Бока знаходиться між вулицями Рехіменто де Патрісьйос, Мартін Гарсія, Пасео Колон, Бразилії, Південна Дарсена і річкою Ріачуело. Межує з районами Барракас на заході, Сан-Тельмо на північному заході і Пуерто-Мадеро на північному сході, містами Док-Суд і Авельянеда на півдні.

## Історія

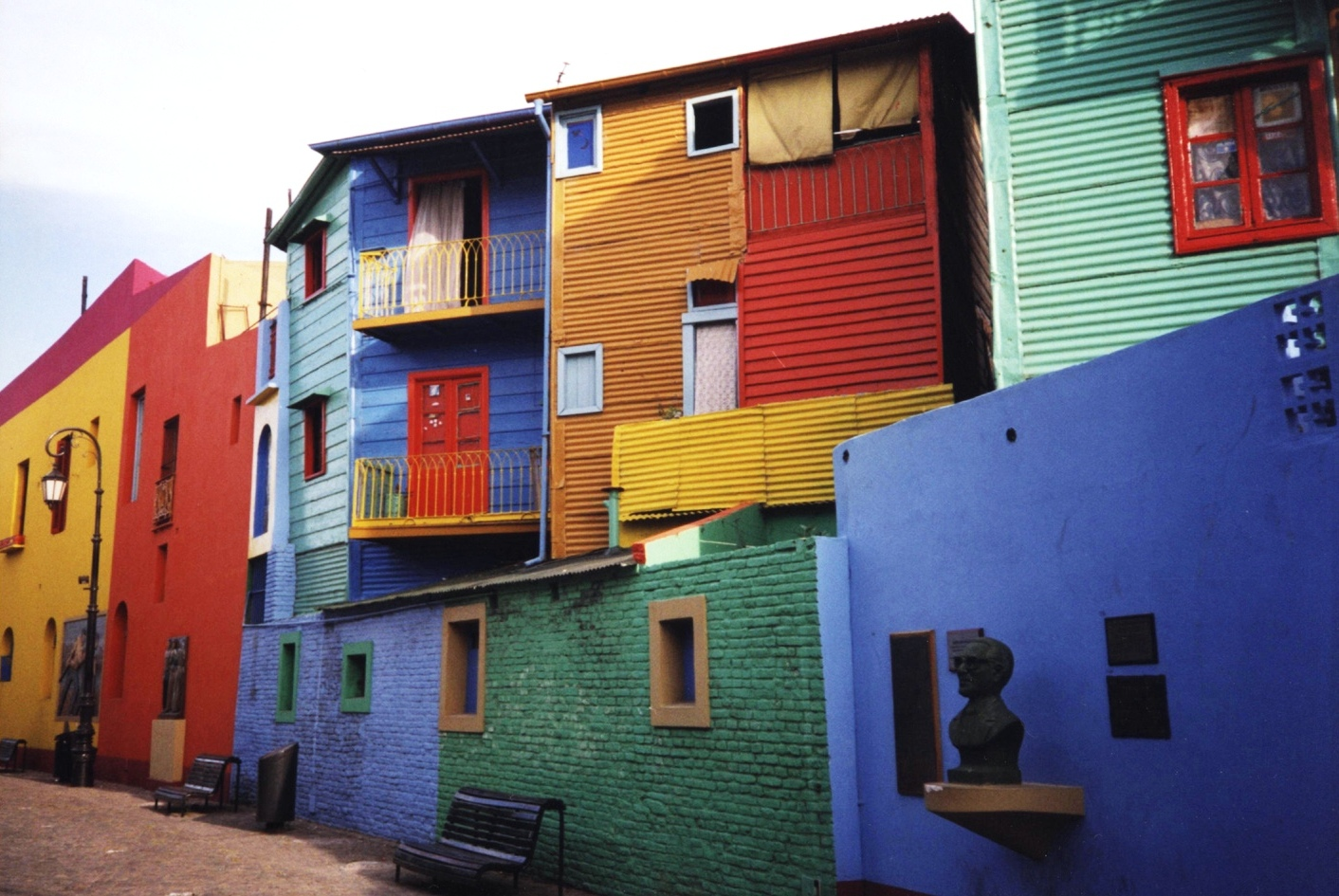
Різноколірні будинки Ла Боки

Місцевість, де зараз знаходиться район Ла Бока, була саме тим місцем, де Педро де Мендоса заклав місто Буенос-Айрес 1536 року. У часи іспанської колонії Ла Бока була зоною, де розташовувалися бараки для чорношкірих рабів. Після здобуття незалежності тут було збудовано солильні і дубильні.
У Ла Боці знаходився перший порт Буенос-Айреса, який згодом було перенесено північніше. Наприкінці XIX ст. район біля порту стали активно заселяти іммігранти з Італії, переважно з Генуї, які надали йому сучасний вигляд. Мігранти фарбували свої будинки різними фарбами, бо часто не вистачало одного кольору на весь будинок. Згодом різнокольоровість Ла Боки перетворилася на традицію, фарби стали більш яскравими і різноманітними. Значний внесок у збереження і розвиток цієї традиції приписують художнику Кінкелі.
Типові будинки Ла Боки будувалися з листів бляхи, часто на високих палях, щоб уникнути підтоплень, частих у цих місцях.
Вже 1870 року Ла Бока мала характерний вигляд, а 1895 стала другим за розміром районом столиці.
3 квітня 1905 року з італійських мігрантів Ла Боки було утворено футбольну команду Бока Хуніорс, яка зараз є однією з найпопулярніших в Аргентині. Стадіон цієї команди також знаходиться у районі Ла Бока.
Окрім порту і футболу, Ла Бока відома своїми художниками. Перш за все, це Беніто Кінкела Мартін, який у своїх роботах зображував повсякденне життя порту і жителів району у неоімпресіоністичній манері.

Прапор республіки Ла Бока

1882 року після робочого конфлікту і страйку група генуезьких мігрантів вирішили проголосити незалежність Ла Боки від Аргентини. Було сповіщено про це короля Італії і визначено прапор незалежної республіки Ла Бока. Згодом Хуліо Рока вирішив конфлікт і республіка припинила своє існування. Згодом нові спроби відновлення незалежності Ла Боки мали місце 1907, 1923 і 1986 року.
1884 року через часті пожежі у Ла Боці було створено першу у країні добровільну дружину пожежників.
Також Ла Бока відома своїми карнавалами і маскарадами Ель Трапіто, Лос Ненес де Суарес і Кабото, Роседаль та ін.
Ла Бока вважається батьківщиною танго. Найпопулярнішим місцем, пов'язаним з цим танцем, є вуличка Камініто, увічнена в однойменному танго. Камініто є аргентинським аналогом Арбату чи Андріївського узвозу. На цій вулиці продають картини, сувеніри і вироби місцевих ремісників. Щонеділі тут проводяться танцювальні вистави танго.

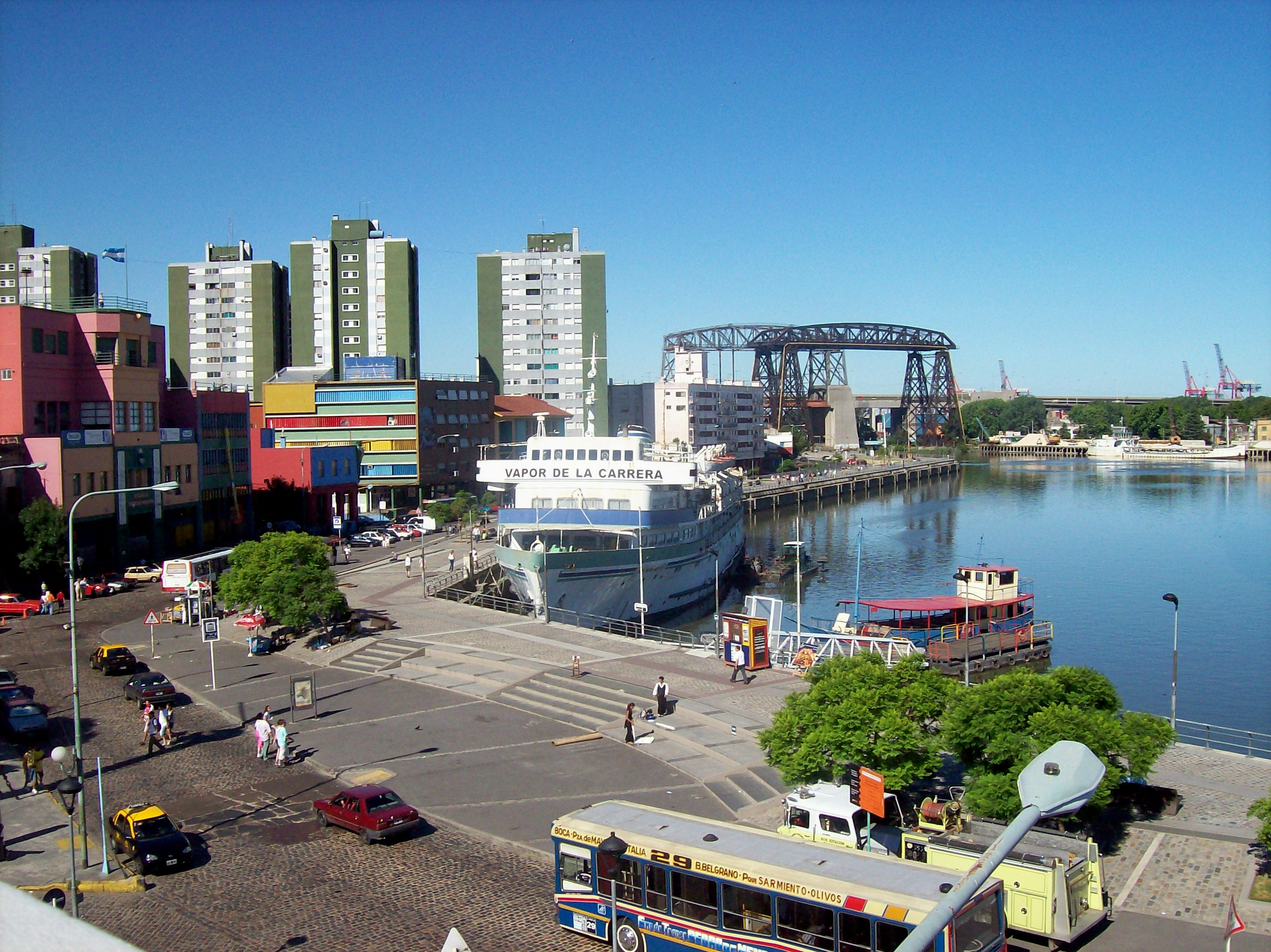
Порт Ла Боки
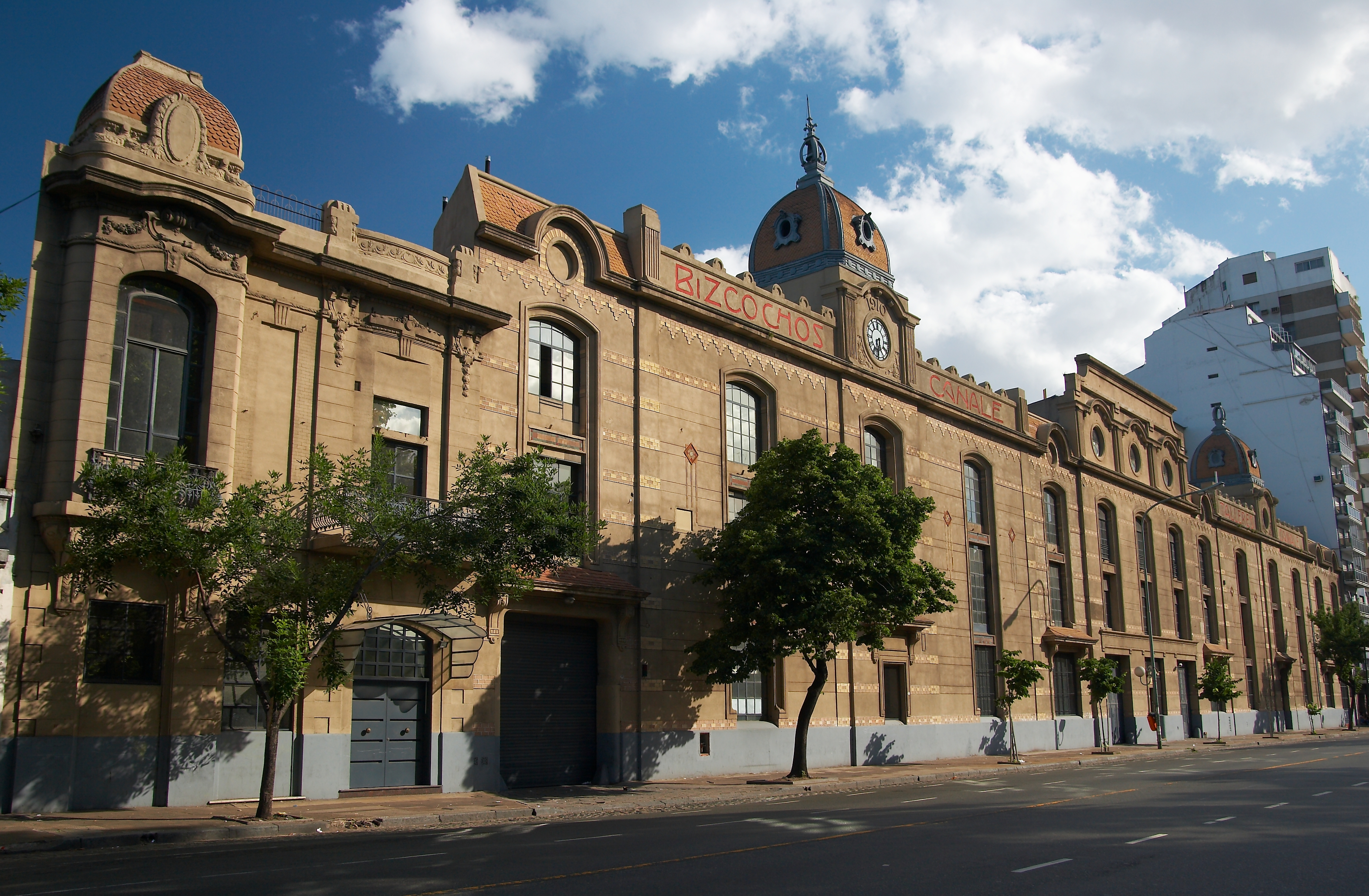
Вулиця Мартіна Гарсії
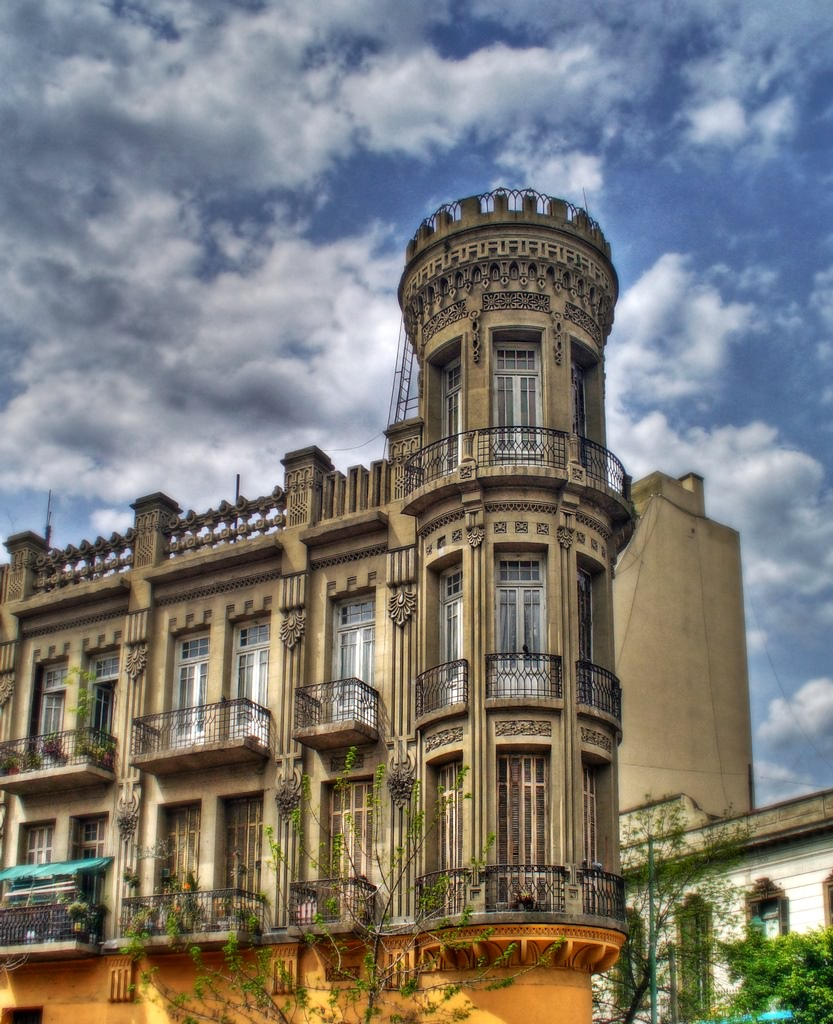
Вул. Адмірала Брауна
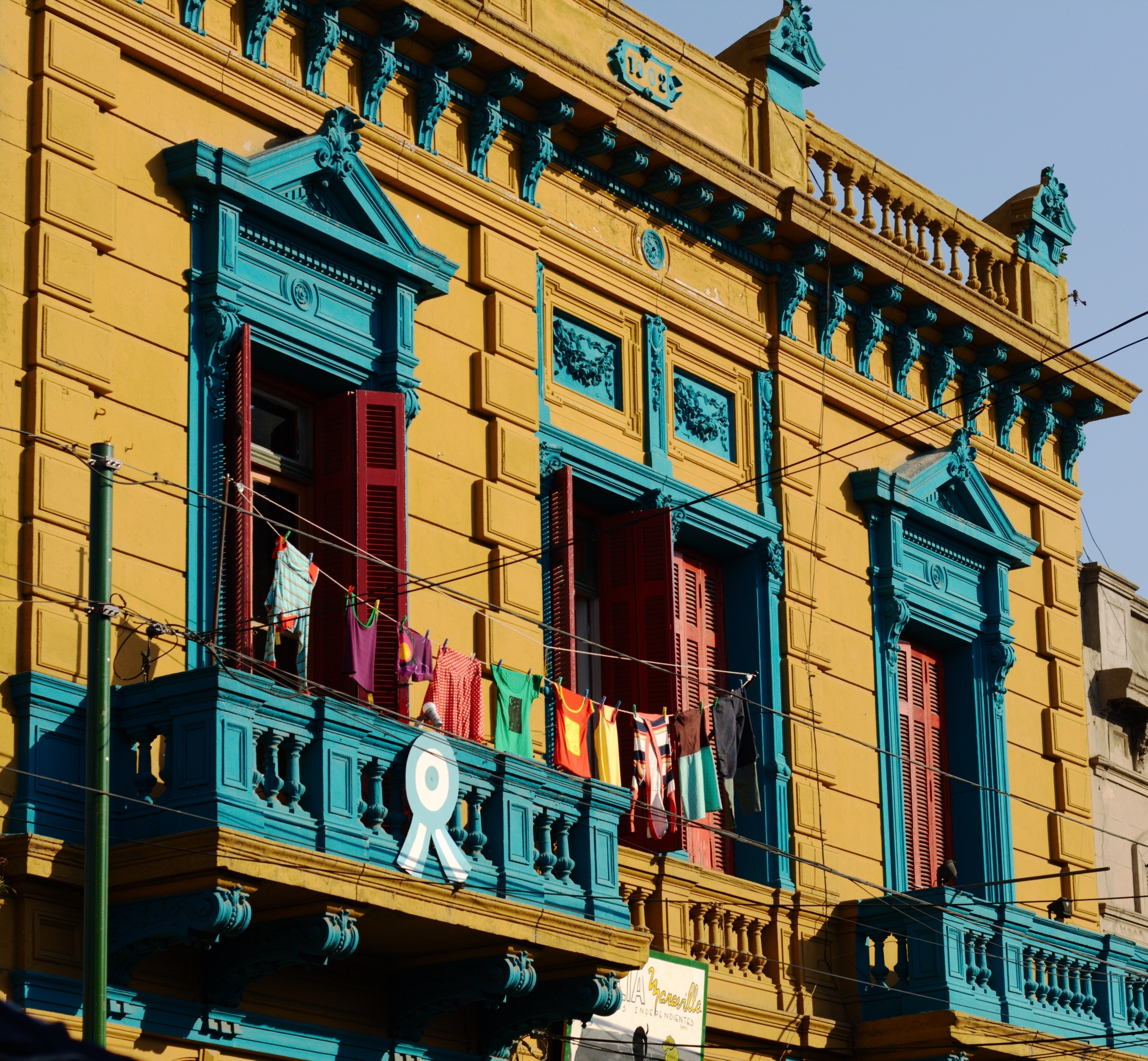
Балкон на Камініто